# ان مری دلوئیس
اَن مری دلوئیس (انگلیسی: Anne Marie DeLuise؛ زادهٔ ۳ اوت ۱۹۶۹) یک هنرپیشه اهل کانادا است. وی از سال ۱۹۹۳ میلادی تاکنون مشغول فعالیت بوده‌است و برندهٔ جایزه لیو شده است.
از فیلم‌ها یا برنامه‌های تلویزیونی که وی در آن نقش داشته‌است، می‌توان به به‌سوی جنوب، مرد تاریکی ۲: بازگشت دورانت، دروازه ستارگان اس‌جی-۱، عقاب آهنی در حمله، پنجاه طیف خاکستری، کریسمس سیاه، چارلی، عشق پیش می‌آید، اسمالویل، فرانکی و آلیس، ذوب‌شدن و دروغ‌گوهای کوچک زیبا اشاره کرد.